# Giovanni Monticolo
Giovanni Monticolo (Venezia, 12 dicembre 1852 – Roma, 31 ottobre 1909) è stato uno storico italiano.

## Biografia
Frequentò il Liceo "Marco Polo" di Venezia e poi dal 1870 al 1874 studiò all'Università di Pisa, dove conseguì la laurea in lettere e l'abilitazione per la Scuola Normale. Insegnò poi nei licei di Napoli, Arezzo, Potenza, Pistoia, Firenze e infine a Roma. Nel 1892 divenne professore all'Università di Bologna, nel 1893 si trasferì all'Università di Roma, dove insegnò fino alla morte.
Monticolo concentrò le sue ricerche quasi esclusivamente sulla storia di Venezia e ne pubblicò importanti fonti, come la cronaca di Giovanni Diacono, il Chronicon Gradense e le Vite dei Dogi di Marin Sanudo, la cui pubblicazione non riuscì a portare a termine. Inoltre curò i Capitolari delle arti veneziane, grazie al fortunato ritrovamento del Codex Morbio, che contiene i più antichi capitolari di queste corporazioni. Mentre Henry Simonsfeld si occupava del Chronicon Altinate e Carlo Cipolla dell'Alto Medioevo e dell'ascesa dei dogi, Monticolo si concentrava su altre due importanti fonti della storia antica di Venezia, ovvero la cronaca di Johannes Diaconus e il Chronicon Gradense.

## Opere (selezione)
- Cronache veneziane antichissime 1, Roma 1890.
- L'ufficio della giustizia vecchia a Venezia dalle origini sino al 1330, Venezia 1892.
- Il testo del patto giurato dal doge Dominico Michiel al comune di Bari, in: Nuovo Archivio Veneto 18 (1899) 96–156.
- La costituzione del doge Pietro Polani (Febraio 1143, 1142 more Veneto) circa la processio scolarum. Note, Roma 1900.
- I capitolari delle arti Veneziane, Roma 1896,1905,1914.
  - Volume 1, Roma, 1896.
  - Volume 2, parte 1ª, Roma, 1905
  - Volume 2, parte 2ª, Roma, 1905
  - Volume 3 (finito e pubblicato postumo da Ernesto Besta), Roma, 1914